# Podbranč

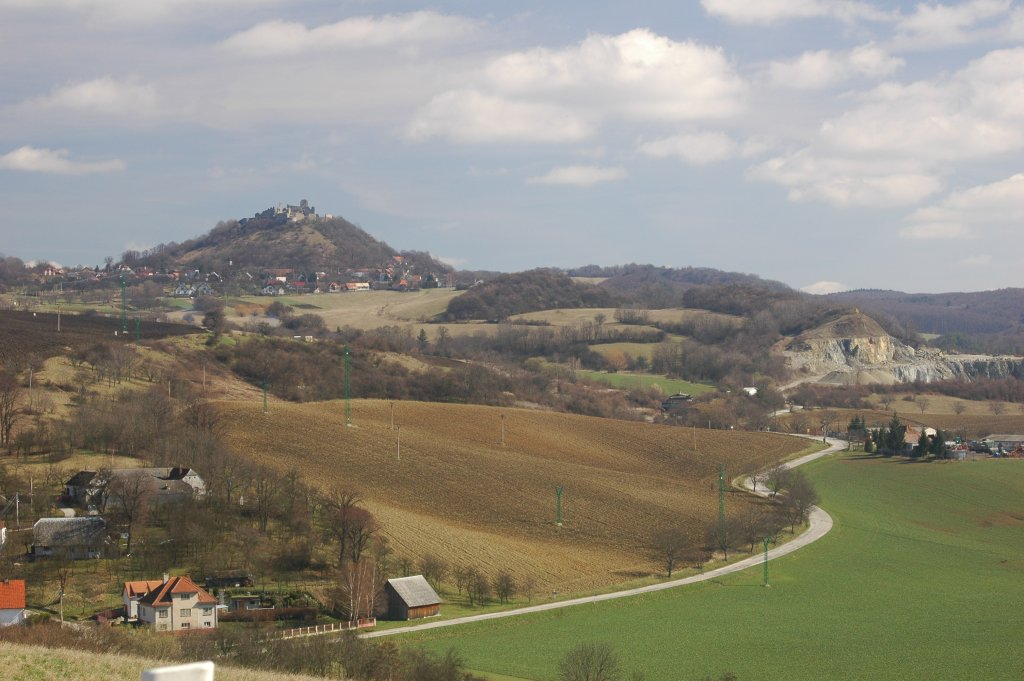
Podbranč

Podbranč (Hongaars: Berencsváralja) is een Slowaakse gemeente in de regio Trnava, en maakt deel uit van het district Senica.
Podbranč telt 615 inwoners.